# 曹锡华
曹锡华（1920年—2005年），男，原籍浙江上虞，生于上海，中国数学家、数学教育家，曾任华东师范大学教授、博士生导师。